# 希斯提亚埃乌斯
希斯提亚埃乌斯（英語：Histiaeus），（？—前494年）。米利都僭主。其事迹据古希腊历史学家希罗多德的记载，他曾停留于阿契美尼德王朝君主大流士一世的宫廷之中，米利都由阿里斯塔格拉斯负责管理。公元前499年因米利都发生伊奥尼亚起义而被波斯人镇压，他因涉入该事件而于公元前494年被波斯将领杀死。死后由大流士一世下令给予安葬。